# Abscés subareolar
També anomenada malaltia de Zuska (només el cas no puerperal), l'abscés subareolar és un abscés subcutani del teixit mamari sota l'arèola del mugró. És una inflamació freqüentment asèptica i s'ha associat amb metaplàsia escatosa dels conductes galactòfors.
Normalment s'entén que el terme inclou els abscessos mamaris situats a la regió retroareolar o a la regió periareolar, però no els situats a la perifèria de la mama.
L'abscés subareolar es pot desenvolupar tant durant la lactància com en el període extrapuerperal, l'abscés sovint s'escampa cap amunt i cap avall amb fistulacions repetides.

## Patofisiologia
El 90% dels casos són fumadores, però només una fracció molt petita de les fumadores sembla desenvolupar aquesta lesió. S'ha especulat que l'efecte tòxic directe o els canvis hormonals relacionats amb el tabaquisme podrien causar metaplàsia escatosa dels conductes galactòfors.. No està ben establert si la lesió retrocedeix després de deixar de fumar.
Els casos extrapuerperals sovint s'associen amb hiperprolactinèmia o amb problemes de tiroides. També la diabetis mellitus pot ser un factor que contribueix a l'abscés mamari no puerperal.

## Tractament
El tractament és problemàtic tret que es pugui diagnosticar i tractar amb èxit un trastorn endocrí subjacent.
Un estudi de Goepel i Panhke (1991) va proporcionar indicis que la inflamació hauria de ser controlada per bromocriptina fins i tot en absència d'hiperprolactinèmia.
El tractament antibiòtic es dona en cas d'inflamació aguda. Tanmateix, això per si sol rarament és eficaç i el tractament d'un abscés subareaolar és principalment quirúrgic. En cas d'abscés agut, es realitza una incisió i drenatge, seguit d'un tractament antibiòtic. Tanmateix, a diferència de l'abscés mamari perifèric que sovint es resol després d'antibiòtics i incisió i drenatge, l'abscés mamari subareaolar té tendència a repetir-se, sovint acompanyat de la formació de fístules que van des de la zona d'inflamació fins a la superfície de la pell. En molts casos, especialment en pacients amb abscés subareolar recurrent, està indicada l'excisió dels conductes galactòfors afectats, juntament amb l'excisió de qualsevol abscés crònic o fístula. Això es pot dur a terme mitjançant una incisió radial o circumareolar.
No hi ha un acord universal sobre quina hauria de ser la forma estàndard de tractar la malaltia. En un article revisat el 2011, s'ha suggerit el tractament amb antibiòtics, l'avaluació per ultrasons i, si hi ha líquid, l'aspiració amb agulla fina guiada per ultrasons de l'abscés amb una agulla de calibre 18, sota rentat salí fins que estigui clar, com a línia inicial de tractament per a l'abscés de mama en casos puerperals i no puerperals incloent abscés central (subareolar). En altres llocs, s'ha afirmat que és poc probable que el tractament de l'abscés subareolar funcioni si no tracta els conductes com a tals.
La resecció de conductes s'ha utilitzat tradicionalment per tractar la malaltia; el procediment original de Hadfield s'ha millorat moltes vegades, però la taxa d'èxit a llarg termini segueix sent pobre fins i tot per a la cirurgia radical.
Petersen (2003) fins i tot suggereix que el dany causat per una cirurgia prèvia és una causa freqüent d'abscessos subareolars.
Goepel i Pahnke (1991) i altres autors recomanen realitzar cirurgies només amb tractament concomitant amb bromocriptina.

## Metaplàsia escatosa dels conductes galactòfors

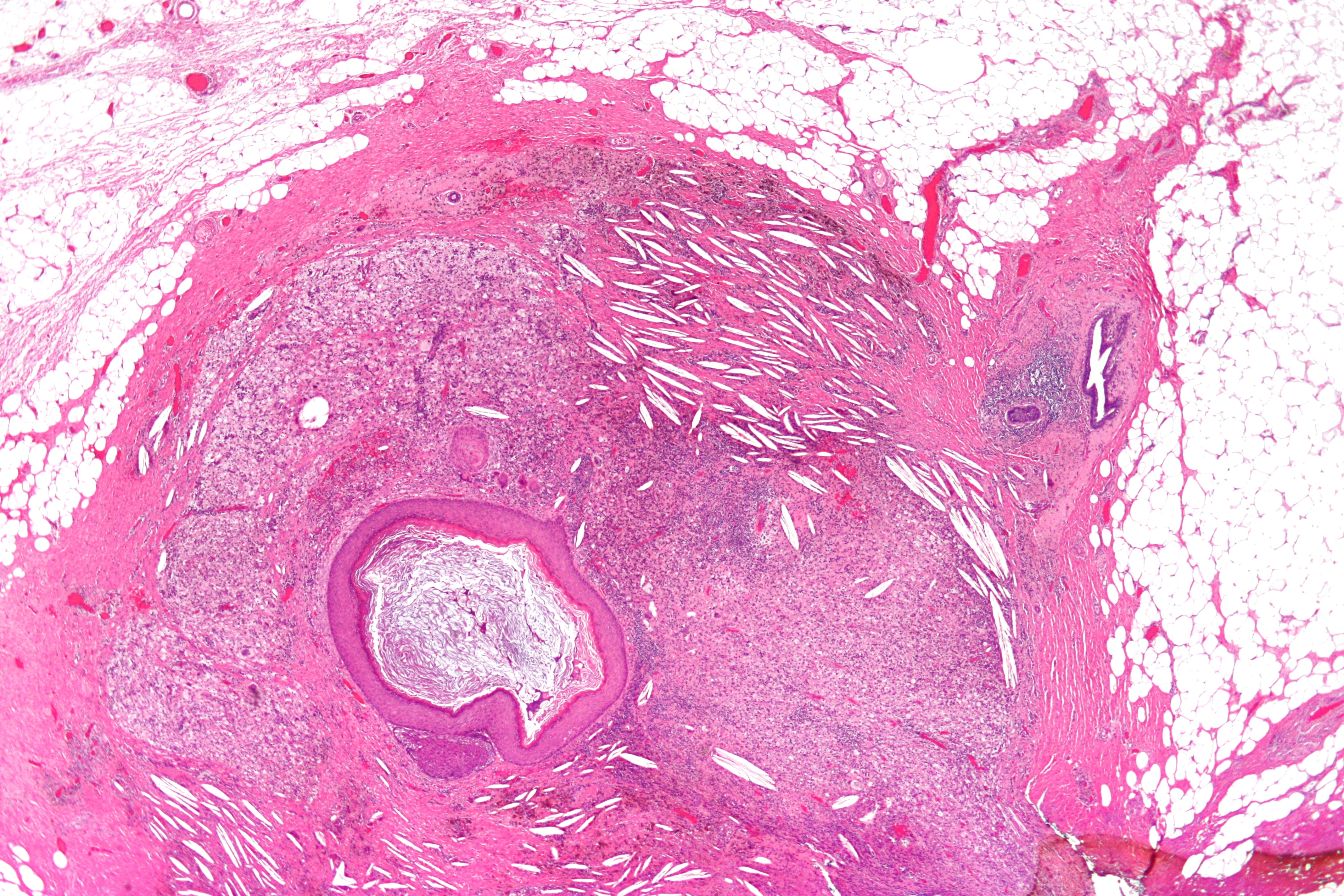
Micrografia de metaplàsia escatosa de conductes galactòfors. Tinció d'hematoxilina-eosina

La metaplàsia escatosa dels conductes galactòfors (abreujat SMOLD, squamous metaplasia of lactiferous ducts) és un canvi on l'epiteli cuboide de doble capa normal dels conductes galactòfors es substitueix per capes de cèl·lules queratinitzants escatoses. L'epiteli resultant és molt semblant a la pell normal, per això alguns autors parlin «d'epidermalització». La SMOLD és poc freqüent en dones premenopàusiques (possiblement entre 0,1 i 3%), però més freqüent (possiblement fins a un 25%) en dones postmenopàusiques on no causa cap problema.
La SMOLD sembla ser una lesió completament benigna i pot existir sense causar cap símptoma. En principi hauria de ser completament reversible tal com suggereix la classificació com a metaplàsia. A causa de les dificultats per observar els canvis reals i la rara incidència de la lesió, això no sembla estar documentat.
L'últim tram dels conductes galactòfors està sempre revestit d'epiteli queratinitzant escamós que sembla tenir funcions fisiològiques importants. Per exemple, la ceratina forma taps que segellen l'entrada del conducte i té propietats bacteriostàtiques. En la SMOLD, el revestiment queratinitzant que se suposa que forma només els extrems dels conductes lactífers s'estén profundament als conductes.
La SMOLD és diferent de la metaplàsia escatosa que es pot produir en la hiperplàsia papil·lomatosa. Es creu que no està relacionat amb el carcinoma de cèl·lules escatoses de mama que probablement sorgeix de diferents tipus de cèl·lules.
S'han proposat els taps de ceratina (deixalles) produïts per la SMOLD com a causa d'abscessos subareolars recurrents provocant estasi secretora. El revestiment epidermitzat també té una permeabilitat diferent de la del revestiment normal, cosa que dificulta la reabsorció de les secrecions glandulars. La reabsorció és necessària per eliminar les secrecions estancades a l'interior del conducte, i almenys igual d'important afecta l'equilibri osmòtic que al seu torn és un mecanisme important en el control de la lactogènesi (això és rellevant tant en la mastitis puerperal com no puerperal).
Tot i que en dones lactants això sembla ser una patogènesi molt plausible, hi ha certa incertesa sobre la patogènesi en dones no lactants on les secrecions de mama haurien de ser mínimes a priori. Sembla que l'estimulació patològica de la lactogènesi també ha d'estar present per provocar abscés subareolar i l'èxit del tractament amb bromocriptina sembla confirmar-ho en comparació amb la baixa taxa d'èxit dels tractaments antibiòtics i quirúrgics habituals documentats per Hanavadi et al. (2005).
Una altra incertesa en la relació entre la SMOLD i l'abscés subareolar és que la metaplàsia escatosa és molt sovint causada per processos inflamatoris. La SMOLD podria ser la causa de la inflamació o el resultat d'una inflamació anterior o de llarga durada.
La SMOLD sol afectar múltiples conductes i amb freqüència (en relació amb una prevalença absoluta extremadament baixa) ambdós pits, per tant, és molt probable que hi hagi canvis sistèmics com les interaccions hormonals.
Almenys els factors següents s'han considerat en l'etiologia de la SMOLD:
- canvi reactiu a la inflamació crònica,
- canvis hormonals sistèmics,
- tabaquisme,
- desregulació en l'expressió de beta-catenina, i
- canvis en el metabolisme o expressió de l'àcid retinoic i de la vitamina D.

La deficiència de vitamina A pot causar epidermització dels conductes i metaplàsia escamosa i probablement també contribueix a la infecció.
S'ha observat que la deficiència de vitamina A causa metaplàsia escatosa en molts tipus d'epitelis. Tanmateix, la suplementació amb vitamina A seria beneficiosa només en casos excepcionals perquè normalment el catabolisme local de la vitamina A serà el factor regulador.
Se sap que la metaplàsia escatosa de l'epiteli mamari és més freqüent en dones postmenopàusiques (on no causa cap problema). L'estaurosporina, un inhibidor inespecífic de la proteïna-cinasa C pot induir metaplàsia escatosa al teixit mamari, mentre que altres inhibidors de la proteïna-cinasa C coneguts no van mostrar aquest efecte. L'estimulació d'AMPc també pot induir metaplàsia escatosa.

## Investigacions
Poden ser necessàries múltiples modalitats d'imatge per avaluar les anomalies del complex mugró-arèola.
En dos estudis realitzats al Japó, s'ha utilitzat una ressonància magnètica d'alta resolució amb una bobina de microscòpia amb una resolució en el pla de 0,137 mm per confirmar la presència d'abscessos, fístules aïllades i inflamació i per revelar la seva posició per guiar la cirurgia.